# Det Tekniske Fakultet
Det Tekniske Fakultet (tidligere Ingeniørhøjskolen Odense Teknikum) er et af Syddansk Universitets fem fakulteter. Fakultetet uddanner og forsker indenfor ingeniørvidenskab og tekniske videnskaber i øvrigt. Alle fakultetets aktiviteter var beliggende på Niels Bohrs Alle i Odense indtil december 2015, hvorefter man flyttede til den nuværende Campusvej 55.
Ud over campus i Odense har Det Tekniske Fakultet også et campus i Sønderborg, ligesom fakultetet bliver en stor del af SDU's kommende campus i Vejle.
Pr. 2009 rummede man 1.881 indskrevne studerende, 224 videnskabeligt ansatte og 84 administrative. Odense er særligt kendt for udviklingen indenfor robotteknologi, heriblandt Universal Robots.

## Historie
I 1905 blev Odense Maskinteknikum etableret. I første ombæring udbød institutionen en treårig ingeniøruddannelse og delte bestyrelse og bygninger med Odense Tekniske Skole. I 1962 skiltes vejene – Ingeniørhøjskolen Odense Teknikum blev en selvstændig uddannelsesinstitution i egne bygninger på Niels Bohrs Alle 1 i Odense.
Ingeniørhøjskolen blev i 2006 fusioneret med Syddansk Universitet, der i forvejen drev Mads Clausen Instituttet og Mærsk Mc-Kinney Møller Instituttet og bærer nu navnet Det Tekniske Fakultet. Fakultetet udbyder nu 10 diplomingeniøruddannelser, 8 civilingeniøruddannelser og 1 kandidatuddannelse. Der er i alt fem institutter under fakultetet.
I forbindelse med udvidelsen af Syddansk Universitet på Campusvej, flyttede fakultetet dertil i 2015, og blev en del af et samlet hovedcampus.